# Gasolin (Tankstellenkette)
Die Gasolin AG war ein von 1920 (ab 1926 unter diesem Namen) bis 1971 bestehendes deutsches Mineralölunternehmen mit eigenem Tankstellennetz.

Spätes Gasolin-Zeichen auf Werbeschildern (geänderte Schrift), Rotton im Prospektdruck: HKS 12 (in Schilderlackierung u. U. abweichend, evtl. RAL 3020)

Gasolin-Markenzeichen von vor 1965 bis 1967 (rote Schrift im bisherigen Schrifttyp sowie Rahmen)

## Geschichte und Beteiligungsverhältnisse

### Anfang und Expansion

#### Gründung
Als Gasolin-Vorgängerin wurde am 23. März 1920 die Olea Mineralölwerke AG in Frankfurt am Main gegründet. Sie übernahm die Deutsche Schmiermittel GmbH.
Geschäftszweck des Unternehmens waren „Erwerb, Errichtung und Betrieb von Anlagen und Unternehmungen, die auf Gewinnung, Herstellung, Verarbeitung, Verwertung, Lagerung, Transport und Handel von Kraftstoffen aller Art, Schmiermitteln, technischen Ölen und Fetten, Erdöl, Teer und deren Aufarbeitungsprodukten, Bitumen und verwandten Stoffen sowie sonstigen chemischen Erzeugnissen gerichtet sind“.
Ab 1922 firmierte sie unter Oleawerke AG für Mineralöl-Industrie mit Sitz in Frankfurt am Main, ab Dezember 1923 in Berlin. Zu diesem Zeitpunkt hatte sie bereits die Süddeutsche Oel- und Melanolwerke GmbH mit Sitz in Freiburg im Breisgau übernommen.

#### Stinnes
Im Juni 1923 übernahm Hugo Stinnes die A. Riebeck’sche Montanwerke AG, die vor allem Bergwerke und Beteiligungen an solchen im Bereich Halle (Saale) sowie Weißenfels-Zeitz besaß; darüber hinaus gehörten ihr Erdölkonzessionen in Argentinien sowie Mineralöl-, Paraffin-, Kerzen- und Montanwachsfabriken. Aus ihnen formte er die Hugo Stinnes-Riebeck Montan- und Oelwerke AG, in der er seine Ölinteressen bündelte.
In die Montan- und Oelwerke AG brachte Stinnes 1923/1924 ein die Oleawerke mit Raffinerien in Frankfurt (Main) und Freiburg, die den Vertrieb der gesamten Braunkohlenteerproduktion der A. Riebeck’sche Montanwerke übernahmen, sowie die Erdölwerke Dollbergen und die AG für Petroleumindustrie (Api) in Berlin. Ferner kamen hinzu die Mehrheit der Kuxe der Bergrechtlichen Gewerkschaft der Braunkohlengrube Concordia bei Nachterstedt und der Gewerkschaft Messel auf Grube Messel in der Gemeinde Messel bei Darmstadt, um die Ölbasis zu stärken.

#### BASF
Nach dem frühen Tod von Hugo Stinnes 1924 konnten seine Erben aus dem Konglomerat kein überlebensfähiges Unternehmen bilden. Daher wurde es im folgenden Jahr wieder aufgetrennt. BASF übernahm die Ölunternehmung; dazu wurden im April 1925 die Oleawerke samt den eingegliederten Erdölwerken mit ihrer Raffinerie in Dollbergen in ein Tochterunternehmen ausgegliedert und in Hugo Stinnes-Riebeck Oel-AG mit Sitz in Halle (Saale) umbenannt. Die verbliebenen A. Riebeck’sche Montanwerke erhielten im September des gleichen Jahres ihren angestammten Namen zurück.
In den 1920er Jahren wollte die BASF bei Bedarf die deutsche Rohölbasis sichern. Mit Royal Dutch (heute Royal Dutch Shell) war sie je zur Hälfte beteiligt an der 1921 gegründeten Internationale Bergin Compagnie voor Olie en Kolen Chemie zur internationalen Nutzung der deutschen Patente zur Kohlehydrierung. 1925/1926 entschieden sich BASF und Standard Oil of New Jersey (heute ExxonMobil), in der Produktion von synthetischem Benzin aus Braunkohle zusammenzuarbeiten, die Hugo Stinnes-Riebeck Oel-AG als Vertriebsorganisation in Deutschland zu nutzen und aufzubauen und sich dazu direkt an ihr zu beteiligen.

#### I.G. Farben

Leuna-Benzin-Logo der Gasolin, 1930er Jahre

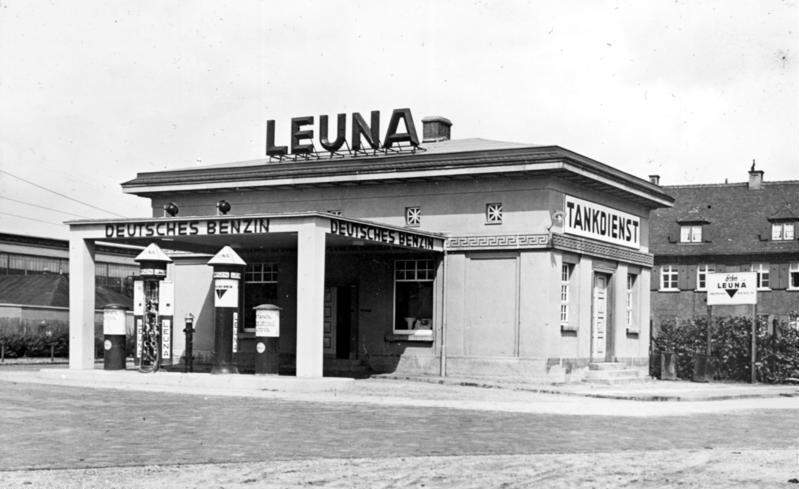
Leuna-Tankstelle (1936)

Am 4. Mai 1926 erfolgte die Umfirmierung der Hugo Stinnes-Riebeck Oel-AG in Deutsche Gasolin Aktiengesellschaft (D.G.A.), registriert in Berlin-Charlottenburg. Anteilseigner waren mit jeweils 25 % die I.G. Farben, die A. Riebeck’sche Montanwerke AG, Royal Dutch und die Standard Oil of New Jersey.
Im vertikalen Aufbau der I.G. Farben in Verkaufsgemeinschaften (VG) stand die Gasolin zusammen mit der I.G. Abteilung Öle neben dem Stickstoff-Syndikat, der VG Chemikalien, VG Pharmazeutika, VG Photo und Kunstseide und VG Farben. Sie sollte hauptsächlich das synthetische Leuna-Benzin über ihre Zapfstellen verkaufen. Dazu wurde mit Vorrang die Tankstellenorganisation ausgebaut. Bis zum Aufbau der Produktionskapazitäten für synthetisches Benzin verkaufte die Gasolin ihr vor allem aus Dollbergen stammendes Benzin als Deutsches Benzin, um sich von den Wettbewerbern mit ihren ausländischen Mineralölimporten abzuheben.
1929 hatte die Deutsche Gasolin eine Bilanzsumme von 27 Mio. RM. Sie lag damit auf Platz 5 in der Liste der in Deutschland wirtschaftenden Mineralölgesellschaften.
1935 war die Gasolin in Deutschland eine der Großen Fünf (Tankstellenketten) mit 3.315 Zapfsäulen (5,9 %) und einer Absatzquote von 6,7 %. 1938 hatte die Gasolin bei Dieselkraftstoff einen Marktanteil von 1,4 % und bei Schmierölen 1,3 %.

#### Kriegswirtschaft

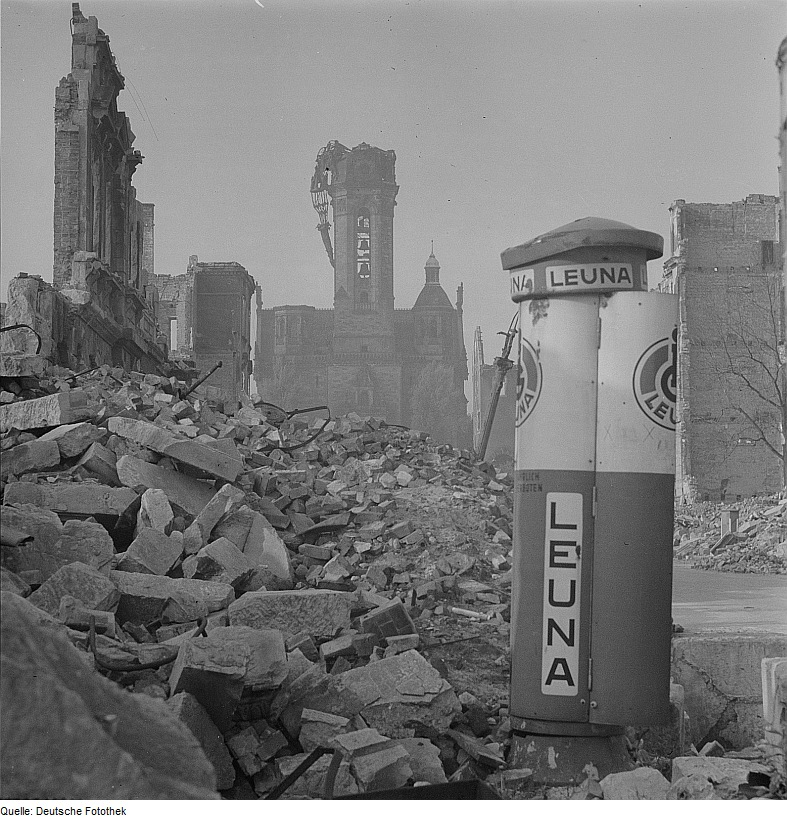
Leuna-Tanksäule, Dresden, Blick gegen die Ruinen der Lukaskirche, von Richard Peter, 1945

Mit der Umstellung auf die Kriegswirtschaft im September 1939 und der damit einhergehenden staatlich zentralen Lenkung durch die Arbeitsgemeinschaft Mineralölverteilung (AMV) verschwanden die Markennamen, und die dem Zentralbüro für Mineralöl als Vertriebssyndikat der AMV unterstellten Tankstellen gaben gegen Tankausweis oder Bezugsschein markenlose Ottokraftstoffe ab.
Im Mai 1940 fand ein britischer Bombenangriff auf eine Raffinerie der Deutsche Gasolin in Emmerich statt. Die Raffinerie blieb unversehrt, jedoch gab es einige Tote. Der Emmericher Gobelin im Ratssaal der Stadt hält noch heute die Erinnerung an die Gasolin aufrecht durch die Darstellung eines ihrer Mitarbeiter mit einem Ölfass.
1943 besaß die Gasolin Verkaufsbüros in Berlin, Breslau, Dortmund, Dresden, Frankfurt am Main, Hamburg, Hannover, Köln, Leipzig, München und Stuttgart sowie in Wien.
Im Laufe des Jahres 1944 wurden die Raffinerien in Emmerich und Dollbergen durch Luftangriffe zerstört. Zu deren Ersatz begann im August 1944 bei Lohmen (Sachsen) im Zusammenhang mit Dachs VII, einer unterirdischen Auffahrung im Sandstein, die Arbeit an zwei Stollensystemen im Steinbruch der Alten Poste. Dieser besaß seit 1907 einen Gleisanschluss zum Eisenbahnknoten Pirna. Über Tage errichtete man sofort die Kleindestillationsanlagen Ofen 19-22, die noch 1944 die Benzinproduktion mit Erdöl aus dem Wiener Becken bei Zistersdorf begannen, das per Eisenbahn in Kesselwagen eintraf.

### Neuanfang und Konsolidierung

#### Ost-West-Aufteilung
Ab 1943 war die Deutsche Reichsbank in Berlin die einzige Wertpapiersammelbank Deutschlands. Somit befanden sich die Aktien der Deutschen Gasolin AG zum Zeitpunkt des Kriegsendes 1945 im sowjetischen Sektor Berlins. Die Gasolin wurde durch die Entflechtung der I.G. Farben zwar zu einem eigenständigen Tankstellenunternehmen im Westen (registriert in Berlin-Charlottenburg) unter Verlust ihres Besitzes im Osten, die Wertpapiere waren jedoch aus westlicher Sicht „blockiert“. Und der größte Benzinlieferant, die Leunawerke, lag ebenfalls im Osten und waren nicht mehr verfügbar.
Diese Blockade der Aktien machte ein Aufgebot der Wertpapiere unmöglich. Um die Rechtsunsicherheit zu beseitigen, wurde eine Wertpapierbereinigung durchgeführt. Aufgrund des Wertpapierbereinigungsgesetzes vom 1. Oktober 1949 wurden die Anteile der Gasolin für kraftlos erklärt und durch eine Sammelurkunde ersetzt.
Kurz nach dem Zweiten Weltkrieg wurde die Gasolin in der Sowjetischen Besatzungszone noch als SAG ‚Gasolin‘ Hydrierwerk Zeitz geführt. Nach den Ereignissen um die Wertpapierbereinigung wurde das Unternehmen im Dezember 1949 umbenannt in SAG für Brennstoffindustrie SMOLA, Hydrierwerk Zeitz. Das Tankstellengeschäft in der DDR wurde später durch die Minol weitergeführt.

#### Verkauf an Wintershall und DEA

Schriftzug Gasolin (schwarz-rote Leuna-Schriftart), frühe 1950er- bis frühe 1960er-Jahre, Schutz der Bildmarke 1954

In der Folgezeit durften die bisherigen Eigentümer nachweisen, dass sie rechtmäßige Eigentümer eines Teils der Gesellschaft waren. Die Standard Oil of New Jersey mit ihrer deutschen Tochter Esso AG und Royal Dutch mit ihrer deutschen Tochter Deutsche Shell AG erhielten ihr jeweiliges 25-%-Eigentum an der Sammelurkunde. Weitere 6,557 % hielten die Bank deutscher Länder und einige kleinere Aktionäre. Die Treuhänder der zu liquidierenden I.G. Farben boten 1951 die ihnen durch Veränderungen im Aktionärskreis bei der A. Riebeck’sche Montanwerke AG verbliebenen restlichen etwa 41 % des 13,2 Millionen D-Mark betragenden Aktienkapitals zum Kauf. Im Gegenzug für eine Rückzahlungsmöglichkeit einer Schuld der Gasolin aus den 1930er-Jahren in Höhe von 2,4 Millionen US-Dollar erklärten sich auch Esso und Shell bereit, ihren Anteil im Paket mit zu verkaufen.
Zu diesem Zeitpunkt hatte die Gasolin einen Marktanteil von etwa 6,5 % bei Benzin und etwa 3,9 % bei Diesel. Das Tankstellennetz der Gasolin bestand zu diesem Zeitpunkt aus 504 sogenannten Großtankstellen und weiteren gut 1400 Tank- und Zapfstellen.
Caltex zusammen mit der Ruhr Oel und Mineralöl-Werke Ernst Jung auf der einen Seite sowie Wintershall und DEA auf der anderen Seite gaben Angebote ab. Obwohl die Caltex die Dollarschuld hätte begleichen können, hielt das zuständige Wirtschaftsministerium nichts von einer weiteren Überfremdung des deutschen Marktes. Nachdem im Mai 1952 das Caltex-Angebot zurückgezogen war, gab es im Juni noch ein Angebot der Gulf Oil. Zum Zuge kamen jedoch Wintershall und DEA als deutsche Mineralölproduzenten, die im Juli die 91%ige Aktienmehrheit an der Deutschen Gasolin AG im Verhältnis 65:35 übernahmen und die Gesellschaft als Mineralölunternehmen mit ihren Tankstellen und der verbliebenen Raffinerie in Dollbergen (120 000 Jahrestonnen Rohöldurchsatz) weiterführten. Hauptsächlich sollte die Gasolin die Treib- und Schmierstoffe aus der im Aufbau befindlichen Erdöl-Raffinerie Emsland in Lingen vertreiben.

#### Verschmelzung mit der NITAG

Gasolin-Pylon um 1956, Bruno Bergner, aquarellierte Skizze

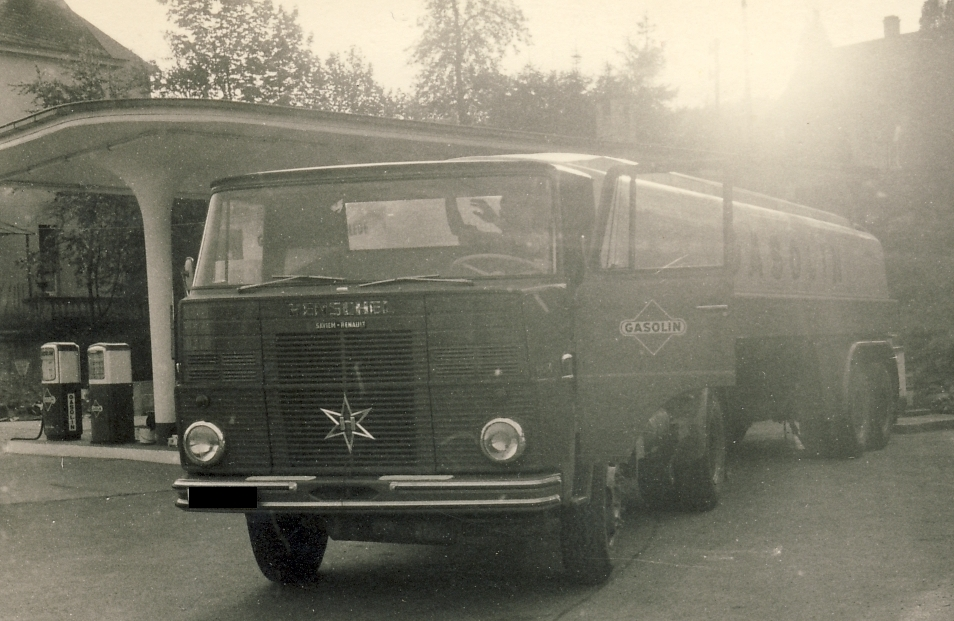
Gasolin-Tankwagen Anfang der 1960er Jahre. Im Hintergrund ein Tankstellendach mit Pilzsäule

Mitte der 1950er Jahre betrug der Marktanteil der „ausländischen“ Tankstellenketten etwa 40 %, der Anteil der großen „deutschen“ Unternehmen etwa 36 %; der Rest verteilte sich auf eine Vielzahl kleinerer mittelständischer Gesellschaften. Um den deutschen Anteil am Tankstellenmarkt zu stärken, wurden Wintershall und DEA 1956 Miteigentümer des BV-Aral-Verbandes, unter Einbringung ihrer Vertriebstochter NITAG (Wintershall), ihrer Tankstellen (DEA) und ihrer jeweiligen Anteile an der Gasolin.
Daraufhin wurde die NITAG mit ihren etwa 800 Tankstellen auf die Gasolin mit etwa 2000 Tankstellen zur Deutschen Gasolin-Nitag AG verschmolzen. Der Umsatz der neuen Gesellschaft betrug 1956 zirka 400 Millionen D-Mark bei einem Anlagevermögen von 45 Millionen, einem Umlaufvermögen von 75 Millionen und einer Bilanzsumme von 120 Millionen D-Mark.

#### Ab 1960

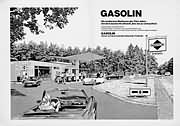
Gasolin-Tankstelle der 1960er Jahre, Bruno Bergner, Tusche

Nach Übernahme von 50 % der Rheinpreußen AG für Bergbau und Chemie im Jahr 1959 schied die DEA 1960 als Aktionärin wieder aus dem BV-Aral aus. Dabei nahm sie ihre eigene Tankstellenkette mit und wurde für ihre im BV-Aral verbleibenden Anteile an der Gasolin entschädigt.
1961 beschlossen die 100-%-Mitgliedsunternehmen im BV-Aral-Verband, ihre unterschiedlichen Produkte (Treib- und Schmierstoffe) unter dem gemeinsamen Markennamen Aral zu vermarkten. Dies galt nicht für die Gasolin, deren Anteile sich nur zu 91 % im BV-Aral befanden (immer noch einige Kleinaktionäre, vgl. oben Verkauf).
1967 erfolgte die Umbenennung in Gasolin AG. Die Gasolin-Raffinerie in Dollbergen wurde 1969 stillgelegt.
Die rot-weiße Marke Gasolin und die AG überlebten bis August 1971, als sie auf die Wintershall-Tochter Aral verschmolzen wurden, die heute zur BP gehört. Die letzte Zentrale der Gasolin war in der Jordanstraße 32 in Hannover. Von hier aus wurden die etwa 3500 Tankstellen in Westdeutschland betrieben.

#### Gegenwart

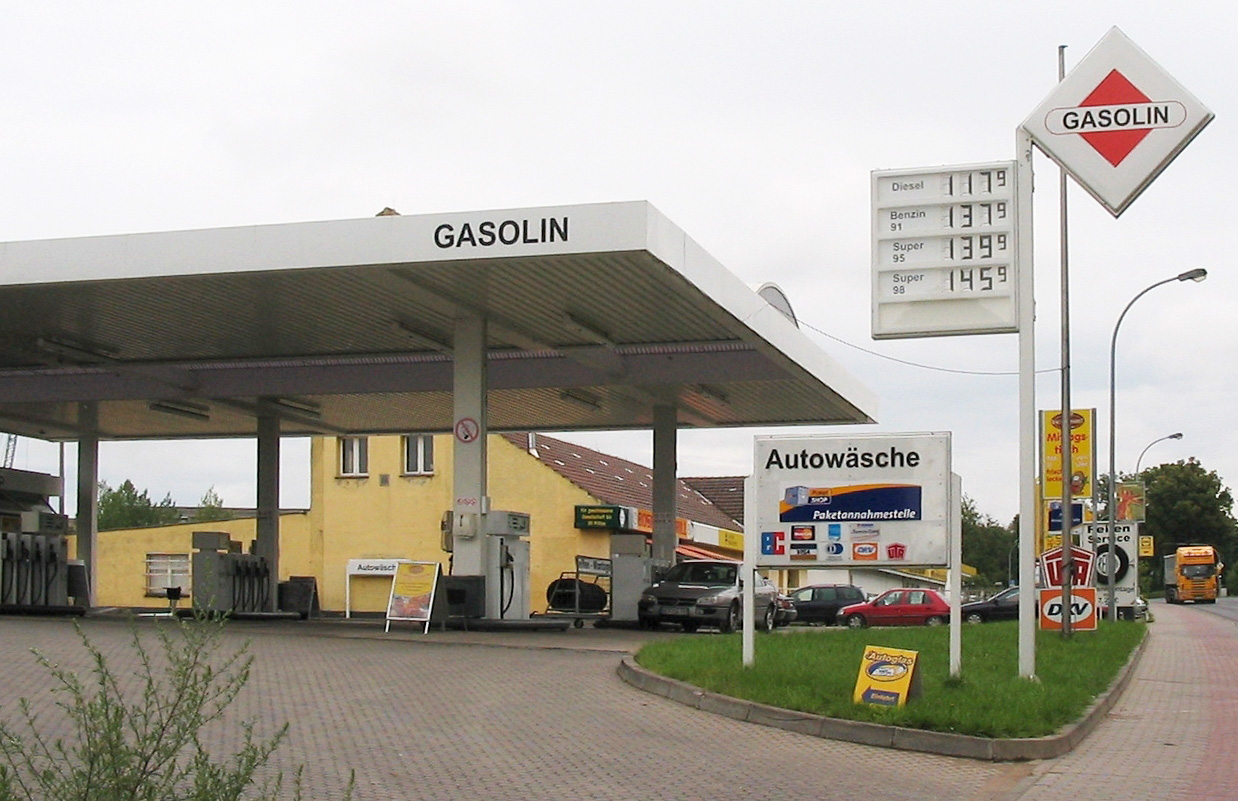
Gasolin-Tankstelle in Pasewalk, 2007 (weiß gestrichener Aralpylon mit aufgeklebtem Gasolinzeichen)

Heute existiert noch eine Gasolin GmbH unter der gleichen Adresse wie die Zentrale der Aral AG in Bochum. Bis zum Jahr 2006 wurde ein eigener Jahresabschluss im Elektronischen Bundesanzeiger veröffentlicht, seitdem wird die Kleine Kapitalgesellschaft wegen des Beherrschungs- und Ergebnisabführungsvertrags sowie eines Geschäftsbesorgungsvertrags nach den Befreiungsvorschriften des § 264 Abs. 3 HGB in den Konzernabschluss der Muttergesellschaft, der Deutschen BP AG, einbezogen.
Die Marke lebte wieder auf, als nach der Wiedervereinigung einige Aral-Tankstellen in Ostdeutschland umgeflaggt wurden. Zwei von ihnen werden heute noch in Pasewalk und Ueckermünde von einem privaten Pächter unter der Marke Gasolin betrieben, um so die Marke zu schützen.
Im Jahr 2019 wurde in Stockstadt am Main die erste Gasolin mit überarbeitetem Design in Zusammenarbeit  von Aral und der Nadine Schütz GmbH in der Taunusstraße 1 in 63811 Stockstadt am Main eröffnet.

### In Österreich
Mit dem Anschluss Österreichs 1938 expandierte die Gasolin dorthin. Die Gasolin Ges.m.b.H. in Wien betrieb von 1938 bis 1945 die am südlichen Ortsrand von Korneuburg gelegene Erdölraffinerie. Diese war insgesamt von 1923 bis 1961 in Betrieb und wurde im Zweiten Weltkrieg teilweise zerstört.
1945 fielen die Gasolin in Österreich (im sowjetischen Sektor) und die Raffinerie in Korneuburg als „Deutsches Eigentum“ an die Sowjetische Mineralölverwaltung (SMV). 1955 wurden der Sowjetunion gemäß Österreichischem Staatsvertrag die Eigentumsrechte an der Deutsche Gasolin A. G., Verteilungsstelle in Österreich, G.m.b.H. sowie an der Raffinerie übertragen. Anschließend wurden sie von Österreich abgegolten, damit verstaatlicht und von der 1956 gegründeten Österreichischen Mineralölverwaltung (ÖMV, heute OMV) übernommen. Die Raffinerie in Korneuburg wurde 1961 nach Bau der neuen Großraffinerie Schwechat stillgelegt.
Das in den drei anderen Sektoren liegende Eigentum wurde aufgrund der österreichischen Verstaatlichungsgesetze 1946 direkt von den Alliierten an Österreich als neuen Eigentümer übergeben. Dieser gab etwa 1952 und 1954 unter der Firmierung Gasolin Gesellschaft m.b.H. Zweigniederlassung Salzburg neue Autokarten heraus. Die ÖMV fasste die Gasolin mit der NITAG und dem Benzol-Verband in der Organisation Martha zusammen. Alle traten ab 1956 mit der Marke Aral in der Öffentlichkeit auf, bis sie zur heutigen OMV umfirmiert wurden.

## Produkte und Marketing

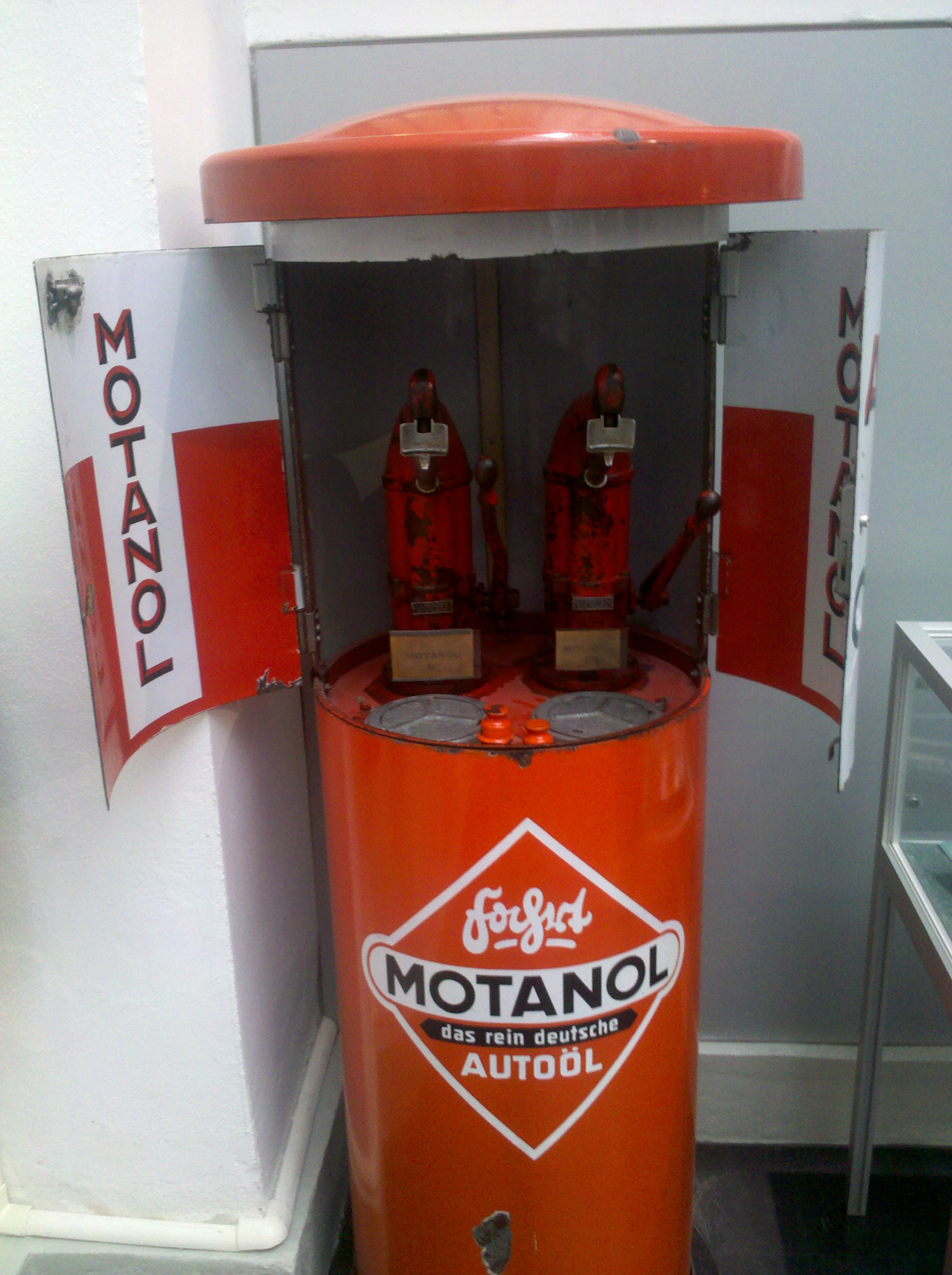
Motanol-Ölstation aus den 1930er Jahren

Gasolin und die I.G. Abteilung Öle waren bis 1945 zuständig für den Vertrieb der Produkte wie zum Beispiel Autoöl, Schmieröl und Asphalt sowie des Leuna-Treibgases und vor allem des synthetischen Leuna-Benzins. Darüber hinaus vertrieb die Gasolin normales Benzin aus ihren eigenen Raffinerien unter dem Namen Gasolin und das klopffeste Superbenzin Motalin mit dem Additiv Eisenpentacarbonyl. Das Benzin-Benzol-Gemisch nannte sich Motorin, das Anlassmittel für den Motor an kalten Tagen Supralin.

Motanolzeichen der 1930er Jahre

Gasolinzeichen, in Benutzung seit den frühen 1950er Jahren, Schutz der Bildmarke 1954, schwarze Schrift

1927 beauftragte die Gasolin den Architekten und Designer Peter Behrens, Zapfsäulen und Tankstellen zu entwerfen, um dem Vorwurf der Verunstaltung der Umwelt zu entgehen. Gleichzeitig gestaltete der Architekt Hans Poelzig Leuna-Tankstellen in vormontierter Fertigbauweise.
In den 1930er Jahren wurde hauptsächlich für das Leuna-Benzin geworben. Ein auf den Straßenkarten dafür häufig verwendetes Logo bestand aus einer geöffneten rot-weißen Tanksäule. Zur Olympiade 1936 kam unten rechts noch ein Logo für das Motoröl Motanol hinzu, die Motanol-Raute. Diese bestand aus dem auf der Spitze stehenden roten Viereck mit dem in Schwarz auf weißem Balken stehenden Produktnamen. In den 1950er Jahren wurde die Raute mit der Inschrift Gasolin zum Unternehmensmarkenzeichen.
Nach 1945 gab es bei der Gasolin Benzin und als Supersorte das Benzol-Gemisch. Noch 1956 ließ die Gasolin ihren Tankwart, der bis zu diesem Jahr den Spitznamen Tankfix trug, ihr „Benzol-Gemisch (ohne Blei)“ bewerben. 1954 begann, aus den USA kommend, auch in Deutschland ein inflationärer Werberummel mit Benzinbeinamen und chemischen Superzusätzen. Die Gasolinwerbung konterte, anscheinend ganz im Sinne ihrer Kundschaft, mit einer Front gegen solche Reklameauswüchse und startete eine erfolgreiche Kundenbefragung. 1959 war die Gesellschaft von ihrem Benzol-Gemisch abgekommen und vertrieb Normal und Super, das etwa 6 Pfennig mehr kostete.
Das Öl hieß jedoch weiterhin Motanol, bis es in den 1960er Jahren über Motanol Record zu Record wurde.
Der bekannteste Slogan der Gasolin ist „Nimm Dir Zeit – und nicht das Leben!“ auf Schildern, die auf die hintere Bordwand von Pritschenwagen geschraubt wurden. Diese Schilder wurden von der Gasolin bis Mitte der 1950er Jahre ausgegeben.
Ein zweiter Slogan war „Mein Benzin – Gasolin!“ mit dem neuen Gasolin-Männchen, für ganzseitige Zeitungsanzeigen in Schwarz/Weiß sowie farbig für die Tips-Hefte 1959 von dem Hamburger Maler und Gebrauchsgraphiker Bruno Bergner in Zusammenarbeit mit der Werbeleitung der Gasolin entwickelt.
1963 wurde das bis dahin geltende Markenzeichen verändert, es erhielt einen roten, rechteckigen Rahmen, und mit der Umbenennung im Jahr 1967 wurde der Schriftzug Gasolin ebenfalls rot.

## Schriften
- Mit Gasolin durch Deutschland. Eine Reisefibel für besinnliche Kraftfahrer, Deutsche Gasolin-Nitag AG (Hrsg.), Hannover 1958; Walter Pause (Text); Renate Maier-Rothe (Illustrationen)

Unabhängig von der Existenz der Gasolin sind die 8 Bände der Gasolin-Tips immer noch im Umlauf:
- 50 Tips für Kraftfahrer, Deutsche Gasolin-Nitag AG, Hannover 1957; Paul W. Piehler (Hrsg.); Paul W. Piehler, Heinz Restorff (Redaktion); Bruno Bergner, Hamburg (Umschlag und Zeichnungen)
- 50 Touren-Tips für Kraftfahrer, Deutsche Gasolin-Nitag AG, Hannover 1958; Paul W. Piehler (Hrsg.); Heinz Restorff, Wilhelm Wißmüller (Redaktion); Bruno Bergner, Hamburg (Umschlag und Zeichnungen)
- 50 Touren-Tips II für Kraftfahrer, Deutsche Gasolin-Nitag AG, Hannover 1959; Paul W. Piehler (Hrsg.); Heinz Restorff, Wilhelm Wißmüller (Redaktion); Bruno Bergner, Hamburg (Umschlag und Zeichnungen)
- 50 Tips für Schlepperfahrer, Deutsche Gasolin-Nitag AG, Hannover 1959; Paul W. Piehler (Hrsg.); Heinz Restorff, Herbert Hardt (Redaktion); Bruno Bergner, Hamburg (Umschlag und Zeichnungen)
- 50 Gasolin-Tips Auf Kriegsfuß mit Paragraphen, Deutsche Gasolin-Nitag AG, Hannover 1960; Paul W. Piehler (Hrsg.); Heinz Restorff (Redaktion); Bruno Bergner, Hamburg (Umschlag und Zeichnungen)
- Gasolin-Tips Sehenswürdigkeiten, Deutsche Gasolin-Nitag AG, Hannover 1961; Paul W. Piehler (Hrsg.); Heinz Restorff (Redaktion); Bruno Bergner, Hamburg (Umschlag und Zeichnungen)
- Gasolin-Tips Mit offenen Augen durch deutsche Städte, Deutsche Gasolin-Nitag AG, Hannover 1962; Paul W. Piehler (Hrsg.); Heinz Restorff (Redaktion); Bruno Bergner, Hamburg (Umschlag und Zeichnungen)
- Gasolin-Tips Autofibel für Rast und Reise, Deutsche Gasolin-Nitag AG, Hannover 1963; Paul W. Piehler (Hrsg.); Heinz Restorff (Redaktion); Bruno Bergner, Hamburg (Umschlag und Zeichnungen)

## Verschiedenes

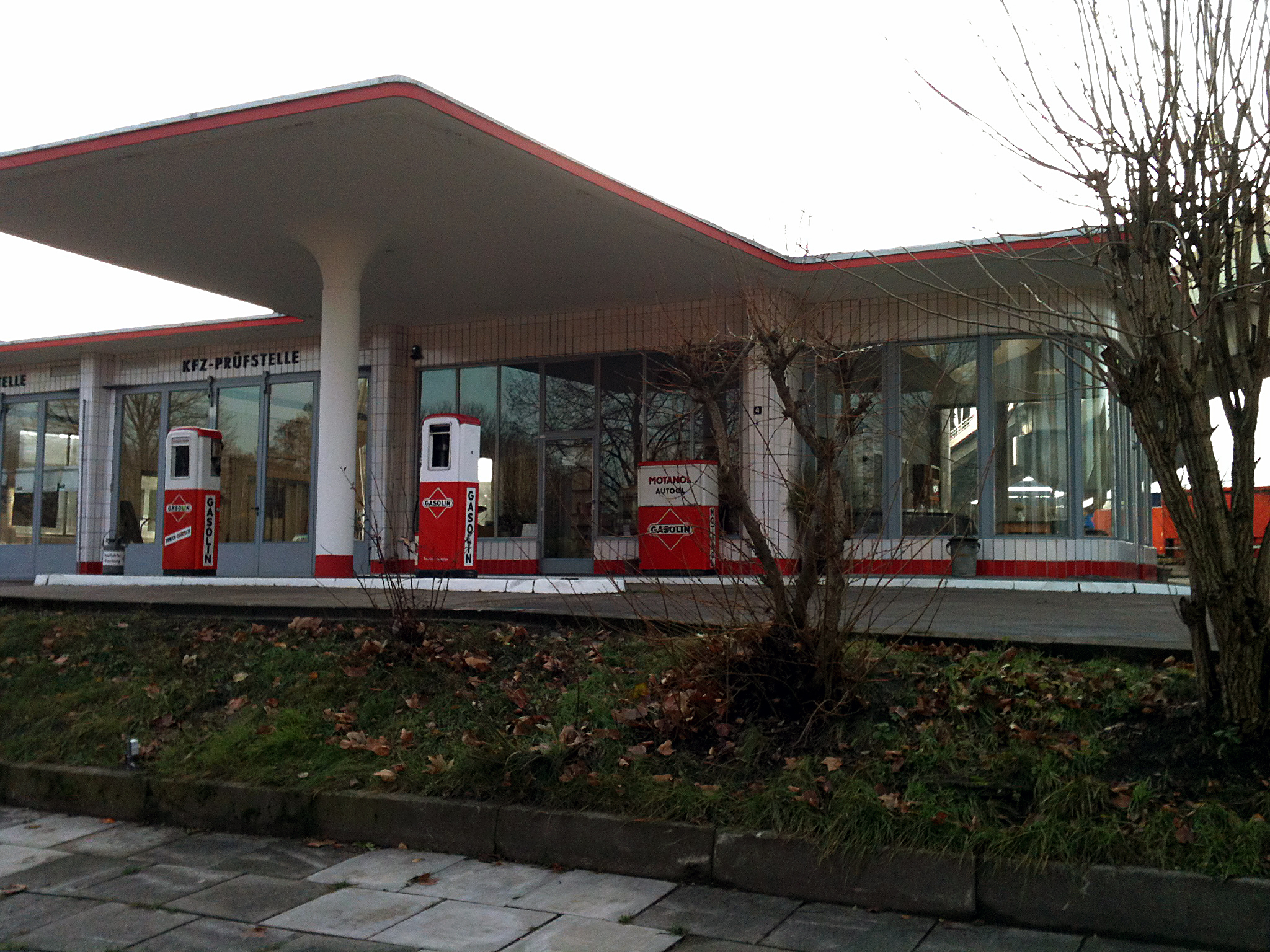
Großtankstelle Brandshof, 2012

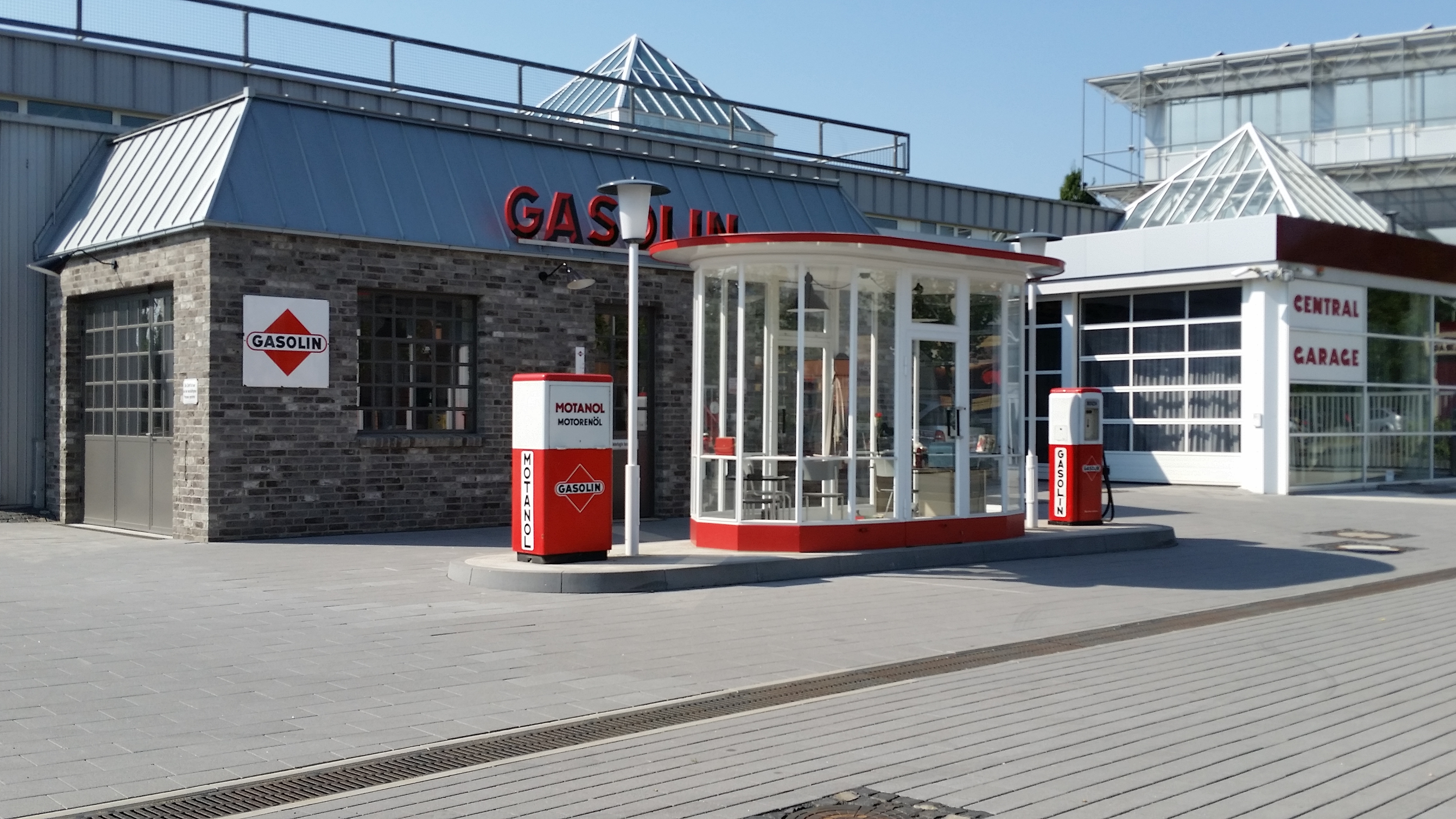
Nachbau einer historischen Gasolin-Tankstelle in Bad Homburg

Die Großtankstelle Brandshof, eine denkmalgeschützte ehemalige Tankstelle von 1953 (Billhorner Röhrendamm 4, Denkmallistennummer 1800), heute ein auf Young- und Oldtimer spezialisierter Technikstützpunkt mit Café, wurde mit dem Aussehen einer Gasolintankstelle der 1950er/1960er Jahre restauriert, einschließlich noch nicht zur Kraftstoffabgabe angeschlossener Zapfsäulen.
Unter Verwendung des leicht abgewandelten Original-Logos wurde in Münster eine ehemalige Tankstelle zu einem Gasolin-Café umfunktioniert.
Ein historisches Tankwarthäuschen wurde im Mai 2015, nach Restaurierung und Ergänzung um Werkstattgebäude und originale Ausrüstungsgegenstände (Zapfsäulen, Lampen, Firmenlogo etc.), als Tankstelle in Bad Homburg aufgebaut.
Das Freilichtmuseum am Kiekeberg eröffnete im September 2019 eine 1950er-Jahre Tankstelle. Die Tankstelle wurde an ihrem originalen Standort in Stade abgebaut, zum Kiekeberg transportiert und dort nach alten Plänen wieder aufgebaut. Sie wurde 1954 von der deutschen Gasolin AG mit einem über zehn Meter langen Flugdach, einem Tankwarthaus mit Kiosk und WC und zwei beidseitig befahrbaren Tanksäulen ausgestattet.
Eine im Unterwössener Ortsteil Brem an der Deutschen Alpenstraße befindliche Tankstelle vom Bautyp G T6/II aus den 1950er-Jahren wurde im Jahre 2020 abgetragen und im Freilichtmuseum Glentleiten des Bezirks Oberbayern wieder aufgebaut und sorgfältig in den Zustand von 1965 und in das originale Gasolin-Farbschema zurückversetzt.